# 어울림 프로젝트 쾌지나 충청
《어울림 프로젝트 쾌지나 충청》은 KBS 대전방송총국에서 자체적으로 제작·방영된 프로그램이다.
이 프로그램은 전국 단위의 프로그램은 아니며, 대전,충남 지역에서만 방송된다.

## 출연자
- 김지연
- 임혁필
- 김소영
- 남창희
- 정선우